# Pfelling
Pfelling ist ein Pfarrdorf und ein Ortsteil der Stadt Bogen und eine Gemarkung im niederbayerischen Landkreis Straubing-Bogen.
Mit der Gebietsreform in Bayern verlor die ehemalige Gemeinde Pfelling die Eigenständigkeit. Zuletzt umfasste sie das Pfarrdorf Pfelling, das Kirchdorf Welchenberg, die Weiler Anning, Espern, Haag, Hagengrub, Liepolding und die Einöden Lenzing und Stegholz. Zum 1. Januar 1978 wurden Espern, Haag, Hagengrub, Lenzing und Welchenberg in die Gemeinde Niederwinkling integriert. Anning, Liepolding, Pfelling und Stegholz wurden in die Stadt Bogen eingegliedert.

## Fähre
In Pfelling gab es bei km 2305,8 eine wichtige Fährverbindung über die Donau nach Sophienhof, die ihre Bedeutung durch den Bau der 2,6 km stromauf liegenden und 1986 fertiggestellten Xaver-Hafner-Brücke einbüßte und deshalb eingestellt wurde.

## Baudenkmäler
In der Denkmalliste von Bogen werden vier Baudenkmäler im Ortsteil Pfellig aufgeführt, darunter auch die katholische Pfarrkirche St. Margaretha.
Siehe auch: Liste der Baudenkmäler in Pfelling